# 婆羅洲孔雀雉
婆羅洲孔雀雉（Polyplectron schleiermacheri）是一種中等身形的雉。牠們長50厘米，呈赤褐色及有黑色斑點，冠及頸背的羽毛很長，下身黑色，紅色的面部沒有羽毛，瞳孔藍色。胸部呈金屬藍綠色，喉嚨及上胸中間白色。牠們有22條尾羽，都有藍綠色的大眼斑紋，示愛時會展打開成扇狀。雌鳥較細小及沉色，瞳孔褐色及腳上沒有距。
婆羅洲孔雀雉可能是所有灰孔雀雉屬中最稀有及所知最少的物種。牠們分佈在婆羅洲的低地森林。
婆羅洲孔雀雉與鳳冠孔雀雉及巴拉旺孔雀雉同是屬內的基底成員，約於上新世開始演化。由於所知甚少，牠們一直被認為是鳳冠孔雀雉的亞種，但現已成為獨立的物種。
由於持續失去棲息地、數量較少及有限的分佈地，婆羅洲孔雀雉被世界自然保護聯盟列為瀕危物種，且受到《瀕危野生動植物種國際貿易公約》附錄二的保護。

## 外部連結
- BirdLife Species Factsheet （页面存档备份，存于）